# Comté de Burke (Queensland)
Pour les articles homonymes, voir Comté de Burke.
Le comté de Burke est une zone d'administration locale au nord du Queensland et au sud du golfe de Carpentarie en Australie. 
Le comté comprend la ville de :
- Burketown.

Le comté, la ville de Burketown et la Burke River doivent leur nom à l'explorateur d'origine irlandaise Robert O'Hara Burke (1821-1861).
Le comté abrite le parc national de Boodjamulla National Park et le site de fossiles de Riversleigh.
Au centre du comté se trouve le comté aborigène de « Doomadgee Aboriginal Council ».